# 石巻赤十字看護専門学校
石巻赤十字看護専門学校（いしのまきせきじゅうじかんごせんもんがっこう）とは、宮城県石巻市にある私立の医療系専修学校。元もとは、石巻赤十字病院に隣接した立地にあるが、東日本大震災により被災後は、石巻専修大学のキャンパス内に一時的に学校機能を移している。2014年の完成を目指し、新校舎の建設を行っている。2014年、現在の石巻赤十字病院に併設し新校舎が完成した。

## 沿革
- 1927年（昭和2年）3月24日 - 日本赤十字社宮城支部救護員養成所を開設。
- 1948年（昭和23年）2月20日 - 石巻赤十字看護学院と改称。
- 1948年（昭和23年）7月1日 - 宮城県養護教諭養成所を設置。
- 1950年（昭和25年）3月25日 - 石巻赤十字高等看護学院と改称。
- 1976年（昭和51年）4月1日 - 学校教育法の定める専修学校(専門課程)の認可に基づく、石巻赤十字看護専門学校と改称。
- 1995年（平成7年）- 専門士の称号が付与できる専修学校の専門課程として認可。
- 2011年（平成23年）- 東日本大震災により校舎が使用不可能となり、暫定的に石巻専修大学内に機能を移す。
- 2014年（平成26年） - 新校舎完成。

## 学科
- 専門課程 看護学科 3年課程

赤十字社奨学金
- 日本赤十字社看護師同方会奨学資金

## 取得できる資格・免許状

### 看護学科
- 看護師 国家試験受験資格
- 保健師・助産師の養成機関受験資格
- 養護教諭免許一種の養成機関（看護系）受験資格
- 専門士（医療専門課程）の称号[1]
- 四年制大学編入学受験資格

## 交通アクセス
暫定校舎・石巻専修大学まで
列車
- JR仙石線にて仙台駅から松島海岸駅
  - JR代行バスに乗り換えて、松島海岸駅前から矢本駅前
  - JR仙石線にて矢本駅から石巻駅

- JR東北本線にて仙台駅から小牛田駅、JR石巻線にて小牛田駅から石巻駅。

バス
- 高速バス 仙台駅前（33番乗り場）から石巻専修大学まで。
- 市内路線バス 石巻駅前（3番乗り場）から石巻専修大学まで。